# Więzień miłości
Więzień miłości (tur. Adini Sen Koy; dosł.: Ty nadaj nazwę) – turecki serial obyczajowy emitowany od 19 września 2016 do 13 listopada 2018. Pierwszą serię wyemitowano na antenie TRT 1, drugą i większość trzeciej Star TV, zaś pozostałe 7 odcinków – TV8.
W Polsce serial emitowany był od 19 lutego 2019 do 18 marca 2021 na antenie TVP2.. Od 26 kwietnia 2021 stacja TVP Kobieta emituje serial od nowa.

## Fabuła
Serial przedstawia historię Ömera (Erkan Meriç), który nad życie kocha swoją siostrę. Kiedy okazuje się, że Ayse (Yaprak Durmaz) ma nawrót choroby i tylko pół roku życia przed sobą, postanawia zrobić wszystko, aby ją uszczęśliwić.
W wyniku nieprzewidzianych wydarzeń Ayse bierze szukającą pracy Zehrę (Hazal Subasi) za dziewczynę Ömera, a on decyduje się zawrzeć fikcyjne małżeństwo za pieniądze dla Zehry (a dla niej to jedyne wyjście, by opłacić leczenie chorego ojca), które cały czas Alev - kuzynka, która kocha się w głównym bohaterze chce zniszczyć ich małżeństwo.
W drugim sezonie Zehra i Ömer chcą poinformować ojca Zehry, że są małżeństwem. Salim - ojciec Zehry ma do nich żal. Jednak gdy dowiaduje się więcej Ömerze i ich miłości zezwala im na prawdziwy ślub.
Podczas wesela Ömer słyszy rozmowę Zehry z Sabah - jej dawną przyjaciółką. Słowa "żyć z człowiekiem, którego się nienawidzi pod jednym dachem dla pieniędzy jest bardzo ciężko" rozumie jako nawiązanie do teraźniejszości, choć Zehrze chodziło o przeszłość. W złości robi wszystko, by zranić swoją małżonkę, która nie jest niczego świadoma. Gdy sprawa wychodzi na jaw bardzo cierpi i chce się rozwieść z Ömerem.
Alev odeszła z serialu między pierwszym a drugim sezonem, ponieważ Ömer dowiedział się o jej współpracy ze swoim największym wrogiem - Hilmim Yılmazem. Pozostawia jednak po sobie zdjęcia kontraktu małżeńskiego Ömera i Zehry, które widzi Ayşe. Wtedy dowiaduje się całej prawdy. Spokój zaburza jej także Müge - dawna kochanka jej męża - Nihata. Nowa postać chcąc pozbyć się rywalki chce zamordować Ayşe oraz jej córkę - Asyę.
Fatalne nieporozumienie Ömera i Zehry sprzyja kolejnemu nowemu czarnemu charakterowi - babci Ömera - Bahşende, która robi wszystko by doprowadzić do rozwodu. Myśląc, że Ayse nie wie o rodzinie Zehry, sprowadza ją do domu. Na szczęście nie dochodzi do kolejnego nieporozumienia, ponieważ jej brat w ostatniej chwili o wszystkim ją informuje.

## Obsada
- Erkan Meriç jako Ömer Kervancioğlu (sezon 1-2)
- Hazal Subaşı jako Zehra Kaya-Kervancioğlu (sezon 1-2)
- Ezgi Baran jako Alev Korkmaz (sezon 1-2)
- Yaprak Durmaz jako Ayse Eray (sezon 1-2)
- Aykut İğdeli jako Nihat Eray (sezon 1-2)
- Nur Saçbüker jako Sevim Kaya (sezon 1)
- Musab Ekici jako Yener Kaplan (sezon 1)
- Ali Çoban jako Salim Kaya
- Fatma Karanfil jako Müzeyyen (sezon 1)
- Gözde Gürkan jako Mehtap Kaplan (sezon 1)
- Bogra Körpülü jako Beton (sezon 1)
- Hande Özdemir jako Nazan (sezon 1)
- Derya Kurtuluş-Okatr jako Hediye
- Atilla Pekdemir jako Ökkeş (sezon 1)
- Ali Oğuz Şenol jako Mert Yılmaz (sezon 1)
- Yavuz Çetin jako Hilmi Yılmaz (sezon 1)
- Halit Erman Aksoy jako Koray
- Neslihan Günaydın-Aka jako Cevriye (sezon 1-2)
- Berna Üçkaleler jako Leyla (sezon 1)
- Umut Aksoy jako Demir (sezon 1)
- Kadir Özdal jako Tayfun (sezon 1-2)
- Sultan Elif Taş jako Yasemin Kaya (sezon 1)
- Hande Cömertler jako Sabah Aksu (sezon 2)
- Ali Yağcı jako Kerem Alkan (sezon 2)
- Gül Arcan jako Şükran
- Nesrin Yildirim jako Hamiyet
- Aysun Güven jako Hatice
- Balim Gaye Bayrak jako Asya Eray (sezon 3)
- Nisa Sofiya Aksongur jako Asya Eray (sezon 2)
- Hazel Aynalı jako Asya Eray (sezon 1)
- Günce Mutlu jako Canan (sezon 2-3)
- Dorukcan Özgüler jako Çetin (sezon 2)
- Cansu Pelin Özgün jako Müge (sezon 2)
- Nalan Orgüt jako Bahşende  Kervancioğlu (sezon 2)
- Caner Solmaz jako Ati (sezon 2)
- Ozge Aktas jako Selin Polat
- Tugba Tutuğ jako Ozge (sezon 2)
- Aziz Sarvan jako Ercan Kaser (sezon 2)
- Merve Sevin jako Defne (sezon 2)
- Deniz Özlem Durmaz jako Azize[4]

## Spis serii
| Seria | Odcinki      | Odcinki | Odcinki      | Odcinki | Premierowa emisja | Premierowa emisja    | Premierowa emisja  | Premierowa emisja | Premierowa emisja |
| Seria | Turcja       | Turcja  | Polska       | Polska  | Premiera serii    | Finał serii          | Stacja telewizyjna | Premiera serii    | Finał serii       |
| ----- | ------------ | ------- | ------------ | ------- | ----------------- | -------------------- | ------------------ | ----------------- | ----------------- |
| 1     | 1–180        | 180     | 1–227        | 227     | 19 września 2016  | 26 maja 2017         | TRT 1              | 19 lutego 2019    | 27 stycznia 2020  |
| 2     | 181–365      | 185     | 228–464      | 237     | 24 września 2017  | 7 czerwca 2018       | Star TV            | 28 stycznia 2020  | 7 stycznia 2021   |
| 3     | 366–390 (25) | 40      | 465–494 (30) | 50      | 16 września 2018  | 18 października 2018 | Star TV            | 8 stycznia 2021   | 18 lutego 2021    |
| 3     | 391–397 (7)  | 40      | 495–504 (10) | 50      | 5 listopada 2018  | 13 listopada 2018    | TV8                | 19 lutego 2021    | 4 marca 2021      |
| 3     | 398–405 (8)  | 40      | 504–514 (10) | 50      | niewyemitowane    | niewyemitowane       | TV8                | 4 marca 2021      | 18 marca 2021     |